# Jacob Winternitz
Jacob Winternitz také Jakub či Jakob (23. února 1838 Dobřenice – 11. srpna 1902 Pardubice) byl český velkostatkář, obchodník, v pořadí druhý starosta pardubické židovské náboženské obce, člen pardubického městského zastupitelstva, předseda pardubického židovského pohřebního bratrstva Chevra kadiša, člen správní rady pardubického akciového cukrovaru a majitel realit. Byl otcem Egona a Karla Winternitzových, pozdějších zakladatelů pardubických Winternitzových mlýnů.

## Život
Narodil se do rodiny nájemce pivovaru v Dobřenicích Mojžíše Winternitze (17. února 1809 Dašice – 19. února 1869 Přelouč) a Františky rozené Guthové. Stal se obchodníkem a podnikatelem v potravinářství. Mezi lety 1866–1870 koupil v Nemošicích statek čp. 3, později tamtéž přikoupil i statek čp. 22 a dále mlýn s dvorem v osadě Štětín.
Po smrti zakladatele pardubické židovské obce Marka Oesterreichera v roce 1897 se stal jejím druhým starostou a tuto funkci zastával až do své smrti roku 1902. V letech 1898–1902 byl také předsedou pardubického židovského pohřebního bratrstva Chevra kadiša. Je uváděn také jako člen městské rady města Pardubic a člen správní rady pardubického akciového cukrovaru.
S první manželkou Emilií rozenou Wertheimerovou (snad z Podolí u Svijan) měl dvě dcery: Hermínu (*1866) a Emílii (*1867). Nedlouho po porodu druhé dcery manželka zemřela. Ovdovělý Jacob Winternitz se oženil podruhé 31. srpna 1868, a to s Julií rozenou Winternitzovou (1. března 1850 Přelouč – 6. prosinec 1906 Pardubice), dcerou Ludvíka Winternitze a Johanny rozené Hallerové. Z druhého manželství Jacoba Winternitze vzešlo deset dětí: Ida (*1869), Egon (*1871), Alfréd (*1874), Hildegarda (*1876), Olga (*1878), Karel a Max (*1879), Pavel (1880), Irma (*1881) a Zdenka (*1884).
Jacobova manželka Julie se mimo jiné angažovala v charitě a od roku 1897 až do své smrti v roce 1906 byla předsedkyní Spolku paní a dívek izraelské náboženské obce v Pardubicích, jehož úkolem byla podpora chudobných, péče o nemocné a poskytování pomoci chudým nevěstám.
Dva Jacobovi synové, Egon a Karel, se stali významnými průmyslníky a stavebníky pardubických Winternitzových automatických mlýnů dle návrhu Josefa Gočára.
Jacob Winternitz zemřel v Pardubicích po krátké těžké nemoci 11. srpna roku 1902 ve věku 64 let. Pohřeb se konal ve středu 13. srpna na novém židovském hřbitově v Pardubicích.